# Musicology (album)
Pour les articles homonymes, voir Musicology.
Albums de Prince
N.E.W.S
(2003) 3121
(2006)
Singles
1. Musicology
Sortie : 03 mai 2004
2. Call My Name
Sortie : 2004 (promo)
3. Cinnamon Girl
Sortie : 6 septembre 2004

Musicology est un album de Prince publié le 20 avril 2004. Le disque s'est rapidement révélé être l'album le plus réussi depuis Diamonds and Pearls sorti en 1991, atteignant le Top 5 aux États-Unis, au Royaume-Uni et en Allemagne. L'album s'est classé à la 3e position le 8 mai 2004 au Billboard 200 et au Top R&B/Hip-Hop Albums. L'album a été certifié disque de platine par le Billboard en juin 2004 et double disque de platine en janvier 2005.
Prince remporte deux Grammy Award dans les catégories Grammy Award de la Meilleure Performance Vocale R&B Traditionnel pour le titre Musicology et Grammy Award de la meilleure performance vocale R&B masculine pour Call My Name. Il a aussi été nommé dans les catégories « Best R&B Song » et « Best R&B Album », Prince a été choisi par les lecteurs du magazine Rolling Stone comme meilleur interprète masculin.

## Musiciens
- Prince - chants, tous les instruments
- Candy Dulfer - chants (Life o' the Party et Cinnamon Girl); saxophone (Life o' the Party); cor d'harmonie (The Marrying Kind, If Eye Was the Man in Ur Life et On the Couch)
- Maceo Parker - cor d'harmonie (The Marrying Kind, If Eye Was the Man in Ur Life et On the Couch)
- Chance Howard - chants (Life o' the Party, Call My Name et Cinnamon Girl)
- Renato Neto - rhodes (Dear Mr. Man)
- Rhonda Smith - basse (Dear Mr. Man); chants (Cinnamon Girl)
- John Blackwell - batterie (The Marrying Kind, If Eye Was the Man in Ur Life, On the Couch et Dear Mr. Man)
- Clare Fischer - arrangement de cordes (Call My Name)
- Sheila E. - ganzá (Dear Mr. Man)
- L. Stuart Young - ingénieur du son

## Liste des titres
À la fin de la chanson Musicology, des extraits de Kiss, Little Red Corvette, Sign o' the Times, 17 Days et If I Was Your Girlfriend peuvent être entendus.
| No | Titre                               | Durée |
| -- | ----------------------------------- | ----- |
| 1. | Musicology                          | 4:26  |
| 2. | Illusion, Coma, Pimp & Circumstance | 4:46  |
| 3. | A Million Days                      | 3:50  |
| 4. | Life o' the Party                   | 4:29  |
| 5. | Call My Name                        | 5:15  |
| 6. | Cinnamon Girl                       | 3:56  |

| No  | Titre                         | Durée |
| --- | ----------------------------- | ----- |
| 7.  | What Do U Want Me 2 Do?       | 4:15  |
| 8.  | The Marrying Kind             | 2:49  |
| 9.  | If Eye Was the Man in Ur Life | 3:09  |
| 10. | On the Couch                  | 3:33  |
| 11. | Dear Mr. Man                  | 4:14  |
| 12. | Reflection                    | 3:04  |

## Certifications
| Pays                  | Certification | Unités certifiées |
| --------------------- | ------------- | ----------------- |
| Canada (Music Canada) | Or            | 50 000            |
| États-Unis (RIAA)     | 2 × Platine   | 2 000 000         |
| Pays-Bas (NVPI)       | Or            | 40 000            |
| Royaume-Uni (BPI)     | Or            | 100 000           |
| Suisse (IFPI)         | Or            | 20 000            |